# 以赛亚·王
以赛亚·罗伯特-约翰·王（英語：Isaiah Robert-Johan Wong，2001年1月28日—），美国职业篮球运动员，司职控球后卫或得分后卫，于2023年NBA选秀中被印第安纳步行者以第二轮总第55顺位选中。以赛亚·王的曾祖父是中国人。

## 早年生涯
以赛亚·王在新泽西州出生并长大，他先是就读于新泽西州的圣母中学，高三时转学到费城附近的邦纳普伦德加斯特天主教高中。
以赛亚·王于2019年起就读佛罗里达迈阿密大学，在新生赛季即为校队打球。他在大二和大三赛季都入选了ACC年度三阵。他在大四赛季有24次得分上双，被评选为ACC年度最佳男篮运动员。他帮助迈阿密大学在2022年和2023年NCAA锦标赛中分别闯入了八强和四强。

## 职业生涯
2023年NBA选秀中，印第安纳步行者以第二轮总第55顺位选中以赛亚·王。